# Montaud (Hérault)
 Montaud  es una población y comuna francesa, situada en la región de Occitania, departamento de Hérault, en el distrito de Montpellier y cantón del Crès.

## Demografía

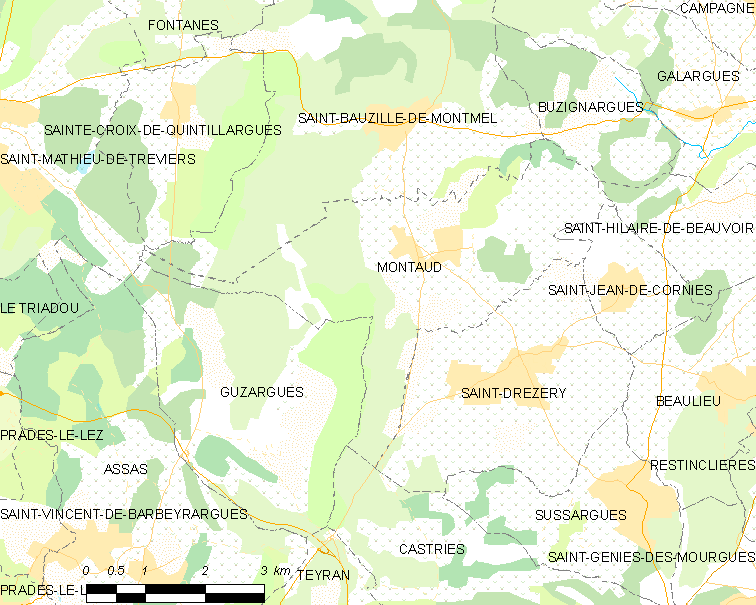
Mapa

| 292 | 290 | 298 | 413 | 545 | 616 | 980 |
| Para los censos de 1962 a 1999 la población legal corresponde a la población sin duplicidades (Fuente: INSEE [Consultar]) |     |     |     |     |     |     |